# Neopellucistoma
Neopellucistoma is een geslacht van kreeftachtigen uit de klasse van de Ostracoda (mosselkreeftjes).

## Soorten
- Neopellucistoma inflatum Ikeya & Hanai, 1982
- Neopellucistoma yutani Hu & Tao, 2008